# Sinoxylon perforans
Sinoxylon perforans es una especie de escarabajo del género Sinoxylon, familia Bostrichidae. Fue descrita científicamente por Schrank en 1789.
Se distribuye por Europa. Habita en Francia, Suiza, Austria, Hungría, Italia, Marruecos, Suecia y Estados Unidos. Mide 5-8,5 milímetros de longitud.

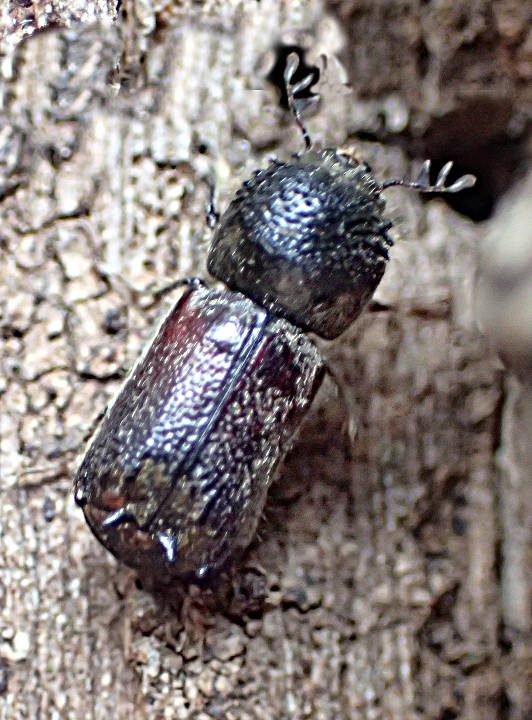
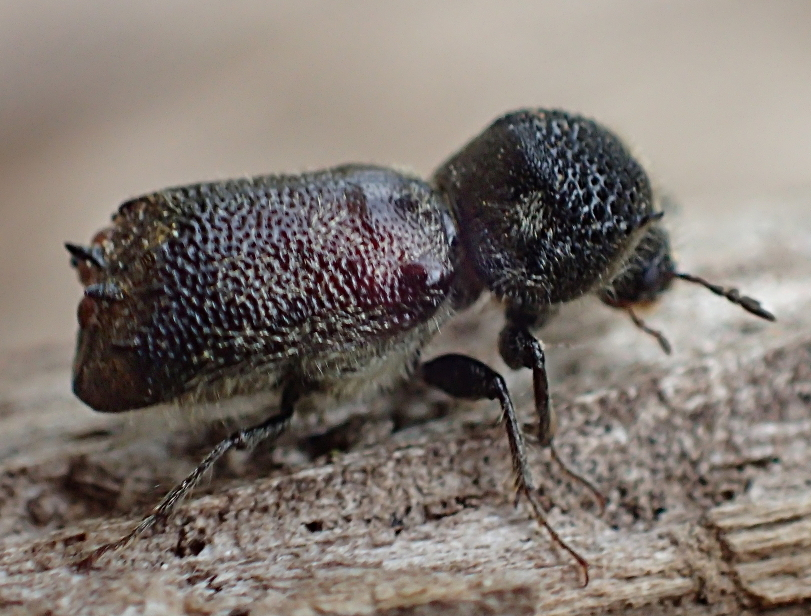
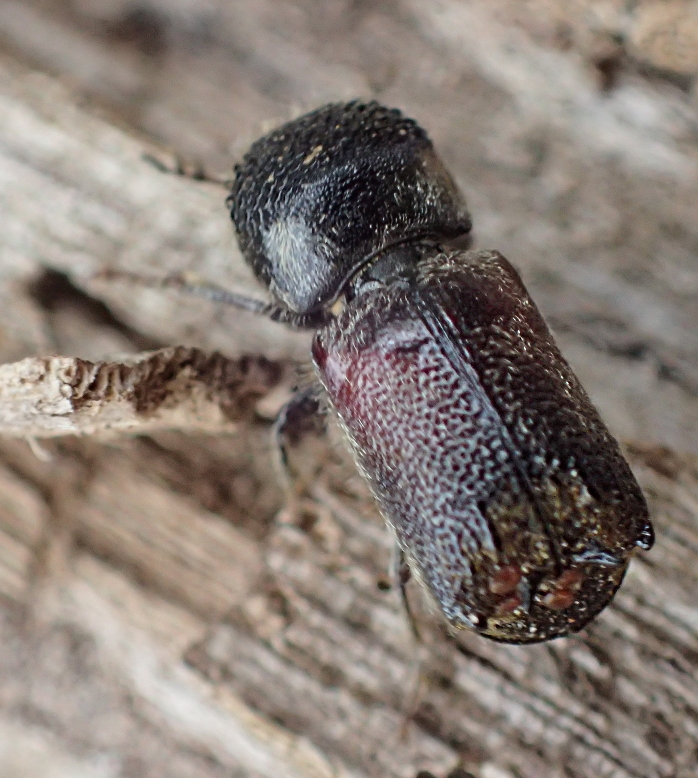